# أحمد الشرباصي
أحمد الشربيني جمعة الشرباصي (12 صفر 1336 هـ / 17 نوفمبر 1918م - 4 شوال 1400 هـ / 14 أغسطس 1980م)، رجل دين وخطيب مصري من مواليد بلدة البجلات بمركز دكرنس بمديرية الدقهلية (لاحقا مركز منية النصر بمحافظة الدقهلية)، تخرج في كلية اللغة العربية ثم نال شهادة التخصص.

## مناصب شغلها
عمل مدرساً في وزارة المعارف ثم في «معهد الزقازيق» ف«معهد القاهرة» ف«معهد سوهاج» ثم أميناً للجنة الفتوى بالأزهر. كان مبعوثاً علمياً للأزهر الشريف في الكويت ثم أسندت إليه أمانة الفتوى في الأزهر. كان عضوا في المجلس الأعلى لهيئة التحرير.

## مؤلفاته
ألف أكثر من عشرين كتاباً في مباحث الدين والتاريخ والأدب والاجتماع:
- حركة الكشف،
- محاولة،
- بين صديقين،
- دراسة بعنوان: عالم المكفوفين،
- أيام الكويت،
- عائد من باكستان،
- الخطب الشرباصية،
- موسوعة أسماء المصطفى،
- موسوعة أخلاق القرآن، سبعة أجزاء،
- يسألونك، سبعة أجزاء،
- إن الله اشترى،
- شكيب أرسلان: داعية العروبة والإسلام،
- كتاب الهلال،

## وفاته
أدركه المرض في سنة وفاته، وبقي قعيد الفراش إلى أن وافته منيته في اليوم الرابع من شوال 1400هـ الموافق الرابع عشر من شهر أغسطس لسنة 1980م. كان قد ترك ذخيرة كبيرة من المؤلفات والآثار، وانطفأ هذا العقل المتوهج، وتوقف القلم السيَّال تاركًا تراثًا ثريًا وذكرى عطرة.

## وصلات خارجية
- أحمد الشرباصي على موقع أرشيف الشارخ.
- شخصية الدكتور أحمد الشرباصي من موقع منتدى قصة الاٍسلام[وصلة مكسورة]